# Élections générales albertaines de 1909
L'élection générale albertaine de 1909 eut lieu le 22 mars 1909 afin d'élire les députés de l'Assemblée législative de l'Alberta.

## Résultats
| Parti                      | Parti               | Chef                | # de candidats | Sièges | Sièges | Sièges  | Voix   | Voix    | Voix    |
| Parti                      | Parti               | Chef                | # de candidats | 1905   | Élus   | % Diff. | #      | %       | % Diff. |
| -------------------------- | ------------------- | ------------------- | -------------- | ------ | ------ | ------- | ------ | ------- | ------- |
|                            | Libéral             |                     | 42             | 22     | 36     | +63,6 % | 29 634 | 59,26 % | +1,70 % |
|                            | Conservateur        |                     | 29             | 3      | 2      | -33,3 % | 15 848 | 31,70 % | -5,43 % |
|                            | Indépendant         | Indépendant         | 6              | -      | 1      |         | 1 695  | 3,39 %  | -1,92 % |
|                            | Libéral indépendant | Libéral indépendant | 2              | *      | 1      | *       | 1 311  | 2,62 %  | *       |
|                            | Socialiste          |                     | 2              | *      | 1      | *       | 1 302  | 2,60 %  | *       |
|                            | Travailliste        |                     | 1              | *      | -      | *       | 214    | 0,43 %  | *       |
| Total                      | Total               | Total               | 82             | 25     | 41     | +64,0 % | 50 004 | 100 %   |         |
| Source : Elections Alberta |                     |                     |                |        |        |         |        |         |         |

Note :
* N'a pas présenté de candidats lors de l'élection précédente